# (74484) 1999 CN95
(74484) 1999 CN95 – planetoida z pasa głównego asteroid okrążająca Słońce w ciągu 5,39 lat w średniej odległości 3,07 j.a. Odkryta 10 lutego 1999 roku.